# Shalane Lehohla
Shalane Lehohla (ur. 27 grudnia 1980) – sotyjski piłkarz występujący na pozycji pomocnika.

## Kariera klubowa
W latach 2000–2008 Lehohla występował w klubie LCS Maseru.

## Kariera reprezentacyjna
W latach 2000–2003 Lehohla rozegrał 9 meczów w reprezentacji Lesotho. Ma za sobą występy na turniejach COSAFA Cup 2000, COSAFA Cup 2001 i COSAFA Cup 2005. W 2000 roku piłkarze Lesotho dotarli aż do finału, w którym polegli w dwumeczu z Zimbabwe, dwa razy po 0:3 i zajęli drugie miejsce.